# إيك توماس
إيك توماس (بالإنجليزية: Ike Thomas)‏ هو لاعب كرة قدم أمريكية أمريكي، ولد في 4 نوفمبر 1947 في مقاطعة كالكاسيو في الولايات المتحدة.

## وصلات خارجية
- إيك توماس على موقع مرجع كرة القدم المحترفة.كوم (الإنجليزية)